# كرستيان بوتشينى
كرستيان بوتشينى (25 نوفمبر 1960 بقسنطينة في الجزائر - ) (بالفرنسية: Christian Bracconi)‏ هو مدرب كرة قدم ولاعب كرة قدم فرنسي في مركز الهجوم. لعب مع نادي باستيا ونادي ميتز ونادي بيزنسون ‏.

## روابط خارجية
- كرستيان بوتشينى على موقع قاعدة بيانات كرة القدم.إي يو (الإنجليزية)